# Кид Рок
Роберт Джеймс Ритчи (англ. Robert James Ritchie; род. 17 января 1971 года в городе Ромео, штат Мичиган) — американский певец, рок-музыкант, рэпер, композитор и актёр, известный под псевдонимом Kid Rock (Кид Рок), который добился широкой популярности в конце 90-х, начале 2000-х годов. После четырёх неудачных релизов, в 1998 году Кид Рок «взорвал» хит-парады Америки c альбомом «Devil Without a Cause», который был распродан 11-миллионным тиражом. Был пять раз номинирован на премию Грэмми. Всего в США было распродано около 22 миллионов копий его альбомов. Известен своей скандальной светской жизнью и браком с Памелой Андерсон.

## Биография
Роберт Джеймс Ритчи родился в городе Ромео, штате Мичиган. Младшая сестра, Джилл Ричи, стала актрисой. С детства мальчик увлекался рок-музыкой, хип-хопом и электронной музыкой. В 14 лет он решает попробовать свои силы в диджейской и хип-хоп культуре, взяв себе псевдоним Кид Рок. Роберт участвует в подпольных вечеринках в близлежащих городках. Позже его демозаписи попадаются на глаза звукозаписывающим компаниям, и Ритчи подписывает контракт на 100 тысяч $ с компанией «Jive Records».
В 1990 году Кид Рок записывает свой дебютный альбом «Grits Sandwiches for Breakfast», который не пользуется успехом. Песни, изобилующие непристойными текстами, отказывались ставить в эфир радиостанции Америки. Но Рок не сдаётся, и выступает на разогреве у Ice Cube и «Too $hort». Позже он переезжает в Бруклин, где записывает два следующих альбома «The Polyfuze Method» (1993) и «Fire It Up !» (1994) на студии «Continuum Records», которые тоже оказались провальными
После этого Кид Рок усиленно работает, чтобы запустить на собственном лейбле «Top Dog» свой следующий лонгплей «Early Mornin' Stoned Pimp» (1996). Альбом впервые привлёк к себе внимание слушателей, и в 1998 году Рок подписывает контракт с «Atlantic Records» на дистрибъюцию альбома «Devil Without a Cause». Альбом занял пятую строчку хит-парада журнала «Billboard», и превратил Кид Рока в суперзвезду. Безумная смесь рэпа, метала и кантри нашла своего слушателя. Боевики «Bawitdaba», «Cowboy» и баллада «Only God Knows Why», стали хитами на радио и MTV. Альбом разошёлся 11-миллионным тиражом.
В 1999 году Рок выступает на фестивале «Woodstock-99» вместе с такими звёздами Ню-метала и рэп-метала, как «KoRn», «Limp Bizkit». В следующем году музыкант снимается в фильме «Приключения Джо-Грязнули», и записывает альбом «History of Rock», который также становится суперпопулярным. В него вошли песни, ранее записанные на альбомах «The Polyfuze Method», «Fire it Up!», «Early Mornin' Stoned Pimp». Единственной новой песней стала «American Bad Ass». 16 ноября 2000 года умирает Джо Си, знаменитый карлик, участник группы Кид Рока, и он тяжело переживает его смерть. В следующем году у Рока завязывается роман с Памелой Андерсон. Этот роман стал очень часто обсуждаемым в СМИ и Рок с Памелой попадали на обложки различных таблоидов.
В 2001 году выходит следующий альбом Кид Рока «Cocky». Синглами вышли «Forever», «Lonely Road of Faith», «You Never Met a MotherFucker Quite Like Me» и «Picture». Кантри-тенденции альбома особенно проявились в песне «Picture», записанной с Шерил Кроу. Песня стала хитом, и Рока признают в мире кантри-музыки. Ещё больше веяний кантри Кид Рок привнёс в альбом «Kid Rock» (2003). Заглавным хитом стал кавер на песню «Feel Like Makin' Love» группы «Bad Company». 31 декабря 2003 года Рок становится ведущим шоу «Рождество с Кид Роком» транслирующемся на музыкальном канале «VH1».
В 2006 году Кид Рок выпускает свой первый концертный альбом «Live Trucker», записанный во время турне в 2004 году. В ноябре 2007 года Рок записал альбом Rock N' Roll Jesus продюсируемый Робом Кавалло (Green Day, Goo Goo Dolls). Альбом впервые за всю карьеру Кид Рока занял первую строчку хит-парада Billboard. В альбоме присутствуют элементы кантри, хард-рока, джаза и госпела. В августе 2008 года альбом стал дважды платиновым. Сингл «All Summer Long» попал в Top-40 в США. В апреле 2009 года выступил на американском рестлинг-шоу Рестлмания XXV. Член Зала Славы WWE с 2018 года.

## Дискография
- Grits Sandwiches for Breakfast (1990)
- The Polyfuze Method (1993)
- Early Mornin' Stoned Pimp (1996)
- Devil Without a Cause (1998)
- Cocky (2001)
- Kid Rock (2003)
- Rock n Roll Jesus (2007)
- Born Free (2010)
- Rebel Soul (2012)
- First Kiss (2015)
- Sweet Southern Sugar (2017)
- Bad Reputation (2022)

## Фильмография
| Год  |     | Русское название          | Оригинальное название | Роль               |
| ---- | --- | ------------------------- | --------------------- | ------------------ |
| 2000 | мс  | Симпсоны                  | The Simpsons          | в роли самого себя |
| 2001 | ф   | Приключения Джо Грязнули  | Joe Dirt              | Робби              |
| 2001 | ф   | Осмосис Джонс             | Osmosis Jones         | Кидни Рок          |
| 2003 | ф   | Байкеры                   | Biker Boyz            | Догг               |
| 2003 | мс  | Стрипперелла              | Stripperella          | Стиффи Вудс        |
| 2005 | с   | Толстая актриса           | Fat Actress           | в роли самого себя |
| 2005 | с   | Блондинка в книжной лавке | Stacked               | доставщик          |
| 2012 | кор | Американцы                | Americans             | троглодит          |
| 2014 | с   | 30 событий за 30 лет      | 30 for 30             | рассказчик         |